# 帕亞查塔火山

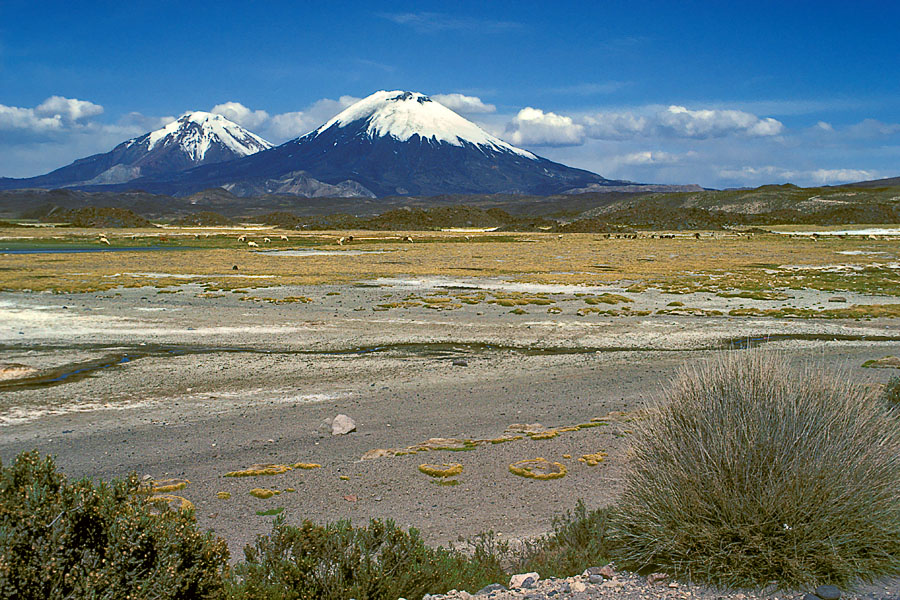

18°9.799′S 69°8.550′W / 18.163317°S 69.142500°W
帕亞查塔火山（西班牙語：Nevados de Payachatas），是南美洲的火山，位於玻利維亞和智利接壤的邊境，處於瓊加拉湖以北，屬於安第斯山脈的一部分，由兩座火山組成，北面是珀木拉普火山，南面是帕里納科塔火山。